# トストーネ

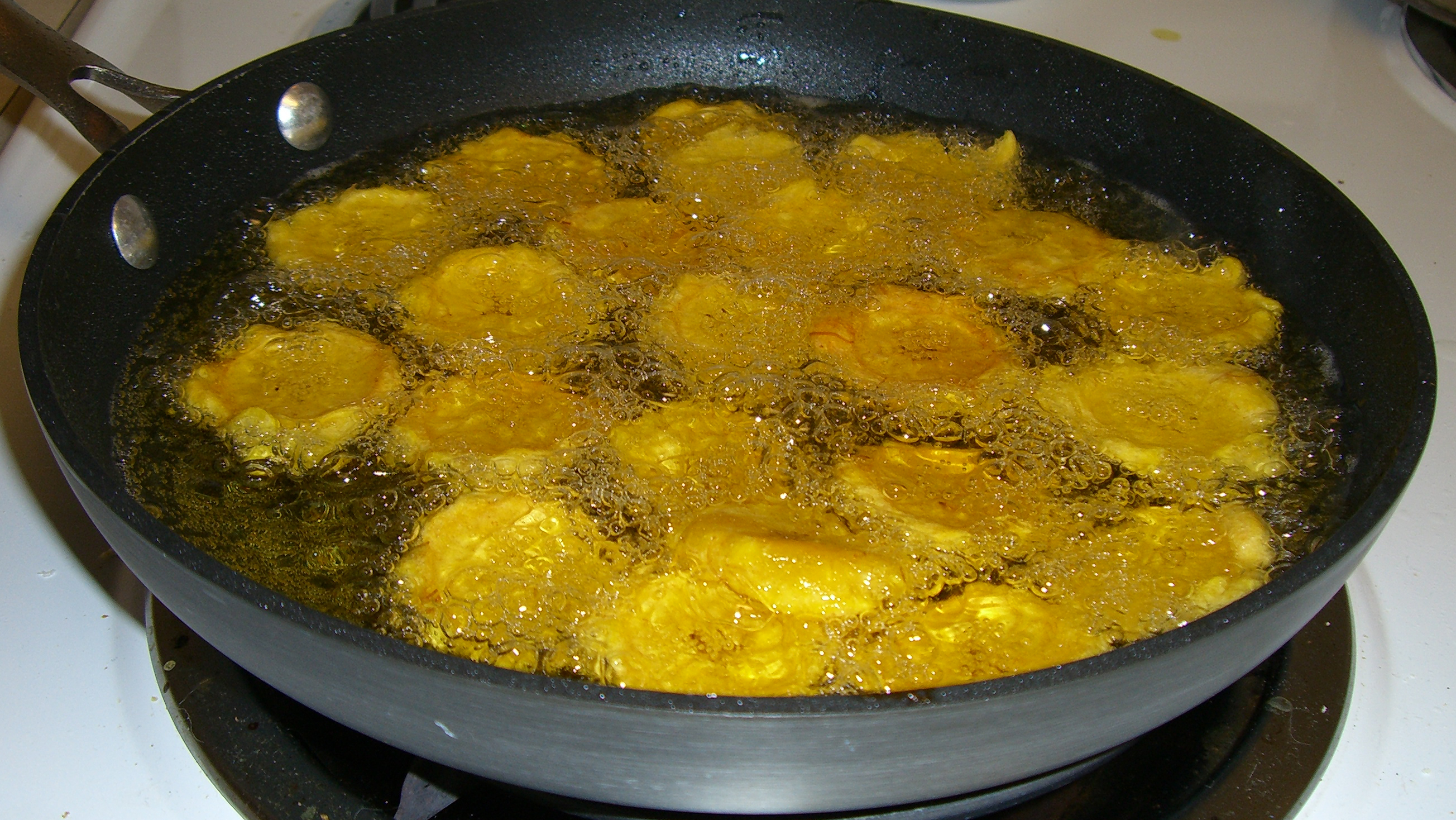
調理中のトストーネ

トストーネ（Tostones）は、未熟な調理用バナナをスライスし、油で2度揚げた料理である。スペイン語で「トーストする」という意味のtostarという動詞に由来する。スライスされたバナナは、黄金色になるまで1－2分間両面を揚げて、余分な油分を切る。tostoneraという道具で平らに延ばし、その後、カリカリになり茶色になるまで再び油で揚げる。
2度揚げしたトストーネに塩を振り、ポテトチップスのように食べる。地域によっては、モホというソースをつけて食べる。また、チーズの上に乗せて前菜として
食べるところもある。スーパーマーケットでは、揚げる前の状態で売られている。カリブ料理ではほとんどの地域で同様のものが見られ、ベネズエラ、コロンビア、エクアドル、ニカラグア、ホンジュラス北部、ハイチ等の中央アメリカや南アメリカで食べられている。ハイチではbanan pezeと呼ばれ、ハイチの伝統的な料理であるgriot（豚肉の揚げ物）やpikliz（唐辛子の酢漬け）とともに食べられる。コロンビア、ベネズエラ及びエクアドルでは、pataconesと呼ばれる。また、西アフリカでも同様のものが食べられている。
バナナの代わりにパンノキがトストーネに使われることもある。作り方はほぼ同じであるが、パンノキは外側の青い皮を剥く必要がある。

## その他
ホンジュラスでは、現地の通貨レンピラの50セント硬貨を"Toston"と呼んでいる。